# One Life (låt av Glen Vella)
One Life (sv: Ett liv) är en låt framförd av den maltesiska sångaren Glen Vella. Låten representerade Malta vid Eurovision Song Contest 2011 i Düsseldorf, Tyskland.

### Fotnoter
1. ↑  Floras, Stella (12 februari 2011). ”Malta sends Glen Vella to Eurovision 2011”. ESCToday. Arkiverad från originalet den 14 februari 2011. https://web.archive.org/web/20110214202844/http://www.esctoday.com/news/read/16756. (engelska)